# Leptotarsus (Macromastix) albiplagius obliteratus
Leptotarsus (Macromastix) albiplagius obliteratus is een ondersoort van de tweevleugelige Leptotarsus (Macromastix) albiplagius uit de familie langpootmuggen (Tipulidae). De ondersoort komt voor in het Australaziatisch gebied.